# Mormopterus kalinowskii
Mormopterus kalinowskii är en fladdermusart som först beskrevs av Thomas 1893.  Mormopterus kalinowskii ingår i släktet Mormopterus och familjen veckläppade fladdermöss. IUCN kategoriserar arten globalt som livskraftig. Inga underarter finns listade i Catalogue of Life.
Denna fladdermus blir 79 till 80 mm lång (huvud och bål), har en 29 till 35 mm lång svans, 35 till 38 mm långa underarmar och en vikt av 6 till 7 g. Pälsen har på ovansidan en ljusbrun färg medan undersidan är täckt med ljus gråbrun päls.
Arten förekommer i Peru och norra Chile. Den observeras ofta i byar och städer. Mormopterus kalinowskii flyger tätt över marken när den jagar.